# Согдийские Даэны
Согдийские Даэны, также известные как Согдийские божества (фр. Deux divinités féminines; кит. 粟特神祇白畫) — это линейный рисунок X века, обнаруженный французским востоковедом Полем Пеллио в пещерах Могао. Он был создан во времена поздней династии Тан и периода пяти династий и десяти королевств и, вероятно, связан с зороастрийским культом согдийского народа. Историк Чжан Гуанда, член Тайваньской академии Синика, признал это «бумажное изображение» одним из «бумажных рисунков, изображающих зороастрийских божеств для сайсянь». Рисунок хранится в Национальной библиотеке Франции в Париже.

## Описание
На этом изображении, представляющем собой контурный рисунок на бумаге, покрытый лёгким слоем краски, изображены две дамы, сидящие друг напротив друга, их головы окружены нимбами. Обе изображены с различными атрибутами: женщина слева, сидящая на прямоугольном троне, поддерживаемом рядом лепестков лотоса, держит чашу с листьями и поднос с сидящей на ней собакой. Та, что справа, сидит на собаке или волке. У неё четыре руки: две верхние поддерживают солнечный и лунный диски, а две нижние держат скорпиона и змею. У них характерная причёска, увенчанная головными уборами в форме капли воды или персика, которые, вероятно, сделаны из металла.

## Анализ

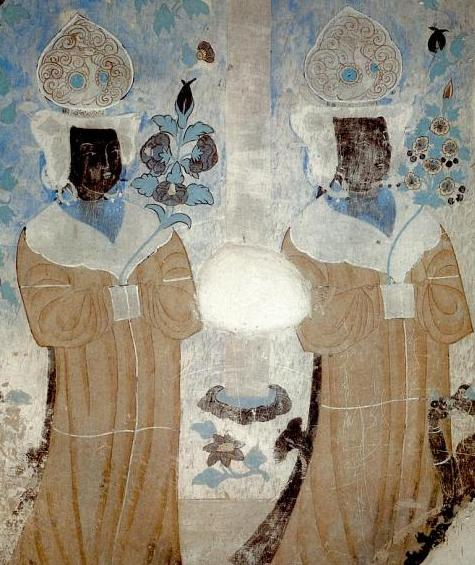
Такая же причёска у уйгурских дам. Фреска X века в пещерах Могао

Этот рисунок был опубликован в книге Жао Цзунъи «Линейный рисунок Дуньхуана» в 1978 году, но привлёк внимание исследователей только после того, как был представлен на выставке в Сериндии в 1995 году.
Головной убор в форме персика напоминает причёску уйгурской принцессы. Платье дамы слева не похоже на китайскую моду того времени, и обе они отражают некитайские верования.
По словам Цзян Боциня (姜伯勤), профессора Университета Сунь Ятсена, — это произведение зороастрийского искусства, а четырёхрукое божество — согдийская богиня, которой поклоняются в зороастрийском культе, имя которой Нана (Nanâ) или Наная, богиня произошла из Месопотамии. Франц Грене, французский специалист по Согдиане и зороастризму, и историк Чжан Гуанда утверждают, что женщина слева представляет Даэну, добро согласно зороастрийскому видению; другой представляет Даэву, то есть зло. Цзян Боцинь соглашается с Грене и Чжаном в том, что божество слева — Даэна, но он предполагает, что справа богиня Нана.

## Заметки
1. ↑  Сайсянь (saixian, sai-hsien; кит. 賽祆) — форма народных верований[3], зороастрийский фестиваль, праздновавшийся этническими согдийцами в Дуньхуане в IX—X веках. Сам термин происходит от китайского Сяньцзяо (кит. 祆敎) — «поклонение огню», «зороастризм».